# Prionotus nudigula
Prionotus nudigula är en fiskart som beskrevs av Ginsburg, 1950. Prionotus nudigula ingår i släktet Prionotus och familjen knotfiskar. Inga underarter finns listade i Catalogue of Life.